# Jef Scherens
Joseph Scherens, detto Jef (Werchter, 17 febbraio 1909 – Lovanio, 6 agosto 1986), è stato un pistard belga.
Professionista dal 1929 al 1951, soprannominato Poeske ("piccolo gatto") per lo scatto "felino" che contraddistingueva le sue volate, è considerato uno dei più forti sprinter di sempre. Fu sette volte campione del mondo nella velocità professionisti: tale record venne eguagliato nel 1964 da Antonio Maspes e superato poi nel 1984 da Koichi Nakano, all'ottavo di dieci titoli mondiali consecutivi.

## Carriera
Campione nazionale dilettanti di velocità nel 1929, passò professionista il 13 ottobre di quell'anno. Dopo il terzo posto al mondiale 1931, nel 1932 a Roma conquistò il primo dei suoi sette titoli iridati imponendosi sul francese Lucien Michard, che batté anche l'anno successivo a Parigi. Fu re indiscusso della velocità, conquistando altri quattro titoli consecutivi (per un totale di sei) fino al 1938, quando ad Amsterdam fu battuto dall'olandese Arie van Vliet. Nel 1933 e nel 1937 conquistò anche il Gran Premio di Parigi, fra le più prestigiose competizioni a livello di ciclismo su pista al tempo; vinse anche il Grand Prix de l'UVF nel 1933 e 1934.
Nel 1939 si qualificò per la finale mondiale ancora contro Arie van Vliet, ma la competizione fu sospesa per lo scoppio della Seconda guerra mondiale: e proprio il conflitto mondiale interruppe la carriera di Scherens nel pieno delle potenzialità, quando aveva 30 anni. Nel 1947, all'età di 38 anni, seppe però nuovamente imporsi al mondiale per una settima e ultima volta, sulla pista di Parigi, a quindici anni di distanza dalla prima vittoria iridata. Vinse in totale oltre 200 corse, tra cui quindici titoli nazionali nella velocità e due nella velocità ai campionati invernali.
Si ritirò dalle corse il 21 gennaio 1951, a quasi 42 anni.

## Palmarès
- 1929 (dilettanti)

Campionati belgi, Velocità dilettanti
- 1931 (nove vittorie)

Campionati belgi, Velocità
Campionati belgi invernali, Velocità
Gran Premio di Angers
Grand Prix de la République
Gran Premio di Cholet
Grand Prix de l'Armistice
Grand Prix de l'Exposition Coloniale
Gran Premio di Roanne
Gran Premio invernale di Bruxelles
- 1932 (tredici vittorie)

Campionati belgi, Velocità
Campionati belgi invernali, Velocità
Campionati del mondo, Velocità
Gran Premio di Amsterdam
Gran Premio di Anversa
Gran Premio di Berlino
Grand Prix de la République
Gran Premio di Bruxelles
Gran Premio di Copenaghen
Grand Prix de l'UCI
Gran Premio di Roanne
Gran Premio di Tours
Grand Prix de la LVB
- 1933 (dodici vittorie)

Campionati belgi, Velocità
Campionati del mondo, Velocità
Gran Premio di Algeri
Gran Premio di Angers
Gran Premio di Anversa
Gran Premio d'Europa
Gran Premio di Lovanio
Gran Premio di Parigi
Grand Prix de l'UVF
Grand Prix de la LVB
Grand Prix du Roi
Gran Premio invernale di Parigi
- 1934 (quattordici vittorie)

Campionati belgi, Velocità
Campionati del mondo, Velocità
Gran Premio di Agen
Gran Premio di Cholet
Gran Premio di Copenaghen
Gran Premio di Lorient
Gran Premio di Lovanio
Gran Premio di Lione
Grand Prix de l'UVF
Gran Premio di Roanne
Grand Prix de la LVB
Grand Prix du Roi
Gran Premio invernale di Bruxelles
Gran Premio invernale di Parigi
- 1935 (otto vittorie)

Campionati belgi, Velocità
Campionati del mondo, Velocità
Gran Premio di Brest
Gran Premio d'Europa
Gran Premio di Lorient
Gran Premio di Milano
Grand Prix de l'UCI
Grand Prix du Roi
- 1936 (dieci vittorie)

Campionati belgi, Velocità
Campionati del mondo, Velocità
Gran Premio di Agen
Gran Premio di Brest
Gran Premio di Bruxelles
Gran Premio di Ginevra
Gran Premio di Copenaghen
Gran Premio di Colonia
Gran Premio di Lorient
Gran Premio di Zurigo
- 1937 (undici vittorie)

Campionati belgi, Velocità
Campionati del mondo, Velocità
Gran Premio di Anversa
Gran Premio di Berlino
Gran Premio di Cholet
Gran Premio di Copenaghen
Gran Premio di Londra
Gran Premio di Milano
Gran Premio di Parigi
Gran Premio di Torino
Grand Prix de la LVB
- 1938 (cinque vittorie)

Campionati belgi, Velocità
Gran Premio di Londra
Gran Premio di Milano
Grand Prix de l'UCI
Gran Premio invernale di Parigi
- 1939 (due vittorie)

Campionati belgi, Velocità
Gran Premio di Copenaghen
- 1941 (cinque vittorie)

Campionati belgi, Velocità
Gran Premio di Gand
Roue d'Or
Gran Premio di Eigenbilzen
Gran Premio di Kessel-Lo
- 1942 (due vittorie)

Campionati belgi, Velocità
Gran Premio invernale di Parigi
- 1943 (due vittorie)

Gran Premio di Bordeaux
Gran Premio di Gand
- 1944 (due vittorie)

Campionati belgi, Velocità
Grand Prix de la LVB
- 1945 (due vittorie)

Campionati belgi, Velocità
Gran Premio di Zurigo
- 1946 (tre vittorie)

Campionati belgi, Velocità
Gran Premio di Copenaghen
Gran Premio invernale di Bruxelles
- 1947 (due vittorie)

Campionati belgi, Velocità
Campionati del mondo, Velocità
- 1948 (una vittoria)

Gran Premio invernale di Parigi

## Piazzamenti

### Competizioni mondiali
- Campionati del mondo

Copenaghen 1931 - Velocità: 3º
Roma 1932 - Velocità: vincitore
Parigi 1933 - Velocità: vincitore
Lipsia 1934 - Velocità: vincitore
Bruxelles 1935 - Velocità: vincitore
Zurigo 1936 - Velocità: vincitore
Copenaghen 1937 - Velocità: vincitore
Amsterdam 1938 - Velocità: 2º
Parigi 1947 - Velocità: vincitore